# Varejärvi
Varejärvi är en sjö i kommunen Torneå i landskapet Lappland i Finland. Sjön ligger 111,9 meter över havet. Arean är 71 hektar och strandlinjen är 5,86 kilometer lång. Sjön  ingår i Kemi älvs huvudavrinningsområde.   Den ligger omkring 59 kilometer sydväst om Rovaniemi och omkring 680 kilometer norr om Helsingfors. 
I sjön finns öarna Järvensaari och Lehmikari. 